# Drowned in Sound
Drowned in Sound – brytyjskie czasopismo elektroniczne poświęcone muzyce oraz niezależne wydawnictwo muzyczne. Serwis był notowany w rankingu Alexa na miejscu 411807.

## Historia i profil
Magazyn internetowy Drowned In Sound rozpoczął działalność w październiku 2000 roku. Jego założycielem był Sean Adams, miłośnik Davida Bowiego, The Cure, The Clash i Echo & The Bunnymen. Dwa lata wcześniej założył on e-mailowy fanzine.
W 2003 roku, zniechęcony pisaniem o ulubionych zespołach i zainspirowany sukcesem kultowych, niezależnych wytwórni jak Fierce Panda i Sub Pop zaczął wydawać single utrzymane w tradycji Fierce Panda. Pierwszym z nich był „Oh My God” zespołu Kaiser Chiefs. Do 2005 roku Drowned In Sound Recordings stał się pełnoprawną wytwórnią, podpisującą kontrakty płytowe z artystami.
W 2006 roku Drowned in Sound uruchomił emisję podcastów, prezentowanych jako godzinny program radiowy, łączący pogawędkę i humor z najlepszą nową muzyką. 8 czerwca tego samego roku Sean Adams ogłosił, iż Drowned in Sound ma kłopoty finansowe i zwrócił się do użytkowników z osobistym apelem o finansowe wsparcie.
4 kwietnia 2019 roku magazyny Pitchfork i Billboard równocześnie ogłosiły, że Drowned in Sound kończy działalność – założona w 2000 roku strona muzyczna zaprzestanie publikacji recenzji i felietonów "w dającej się przewidzieć przyszłości", jak wyjaśnił Adams w oświadczeniu zamieszczonym na swojej osobistej stronie na Facebooku. Natomiast społecznościowy dział strony miał być kontynuowany.